# جيزولف الثاني من بينيفنتو
جيزولف الثاني (توفي بين 749-753) كان ثالث آخر دوق على بينيفينتو قبل سقوط مملكة اللومبارد. حكم منذ عام 743 عندما قام الملك ليوتبراند بالسير جنوبًا لعزل غوديسكالك، وحتى وفاته بعد عشر سنوات.